# Avondale (Chicago)
Pour les articles homonymes, voir Avondale.

Situation d'Avondale dans la ville de Chicago

Avondale est l'un des 77 secteurs communautaires de la ville de Chicago aux États-Unis. Il est formé de différents quartiers (Neighborhoods).
Le quartier de « Jackowo » - ou village polonais - est dominé par la haute silhouette de la basilique Saint-Hyacinthe, construite pour la communauté polonaise prouve que c'est un quartier habité par une population essentiellement d'origine polonaise mais aussi tchèque, slovaque, ukrainienne et biélorusse. Depuis les années 1980, une population d'origine mexicaine, portoricaine et d'autres pays d'Amérique centrale a commencé à s'y installer. Des petites communautés d'Asie centrale, des Philippines et de Mongolie sont aussi présentes.